# Arenostola modesta
Arenostola modesta là một loài bướm đêm trong họ Noctuidae.